# Celestial Peak
Celestial Peak är en bergstopp i Antarktis. Den ligger i Östantarktis. Australien gör anspråk på området. Toppen på Celestial Peak är 1 280 meter över havet.
Terrängen runt Celestial Peak är platt åt sydväst, men åt nordost är den kuperad. Trakten är obefolkad. Det finns inga samhällen i närheten.